# Ranheim Fotball
A Ranheim Fotball egy norvég labdarúgócsapat Trondheim városában. A klub stadionja az EXTRA Arena, amely 3000 fő befogadására alkalmas. A klub jelenleg a norvég másodosztályban szerepel.

## Játékoskeret
| #  |     | Poszt | Név                     |
| -- | --- | ----- | ----------------------- |
| 1  | NOR | K     | Magnus Lenes            |
| 2  | NOR | V     | Christian Eggen Rismark |
| 3  | NOR | V     | Daniel Kvande           |
| 4  | NOR | V     | Sondre Langås           |
| 5  | NOR | KP    | Sander Haugen           |
| 6  | NOR | KP    | Jakob Tromsdal          |
| 7  | NOR | KP    | Mads Reginiussen        |
| 8  | NOR | KP    | Ruben Kristensen Alte   |
| 9  | NOR | CS    | Bendik Bye              |
| 11 | NOR | CS    | Sivert Solli            |
| 13 | NOR | KP    | Sevald Birk Andreassen  |
| 14 | SWE | KP    | Simon Marklund          |

| #  |     | Poszt | Név                       |
| -- | --- | ----- | ------------------------- |
| 15 | NOR | CS    | Erik Tønne                |
| 16 | NOR | V     | Lasse Qvigstad            |
| 17 | NOR | CS    | Magnus Sandvik Høiseth    |
| 18 | NOR | KP    | Brage Kvithyld            |
| 19 | NOR | KP    | Dennis Gaustad            |
| 21 | NOR | V     | Adrian Bartel             |
| 23 | NOR | KP    | Henrik Loholt Kristiansen |
| 24 | NOR | V     | Jarl Magnus Knutsen       |
| 25 | NOR | CS    | Preben Asp                |
| 92 | TRI | K     | Nicklas Frenderup         |
| —  | NOR | KP    | John Hou Sæter            |